# 科迪勒拉 (科羅拉多州)
科迪勒拉（英語：Cordillera）是位於美國科羅拉多州伊格爾縣的一個非建制地區。該地的面積和人口皆未知。

## 地理
科迪勒拉的座標為39°38′33″N 106°38′41″W / 39.64250°N 106.64472°W，而該地的平均海拔高度為2732米（即9000英尺）。